# Дамирон, Касандра
Альтагра́сия Каса́ндра Дамиро́н Санта́на (исп. Altagracia Casandra Damirón Santana, род. 12 марта 1919 г. Бараона — ум. 5 декабря 1983 г. Санто-Доминго) — доминиканская певица, танцовщица и актриса театра (псевдоним — La Soberana).

## Жизнь и творчество
Касандра Дамирон показала своё певческое дарование ещё в детстве. В 1940 году она дебютирует с большим успехом в «Антильском клубе» (Club Antillas) в Санто-Доминго, выступая в сопровождении Антильского оркества (Orquesta Antillas), возглавляемого композитором и пианистом Луисом Риверой, ставшим позднее её мужем. В 1946 году Касандра поёт на крупнейшей радиостудии своей страны - «Доминиканский голос» (La Voz Dominicana), исполняя песни Авелино Муньоса Cosita linda и Maldición gitana. Эти выступления сделали певицу настолько популярной в Латинской Америке, что она приглашается для гастролей на Кубу, Пуэрто-Рико и в Венесуэлу. В 1955 году она участвует в организованном диктатором Доминиканской Республики Р.Трухильо фестивале «Праздник мира» (Feria de la Paz). На этом фестивале, на котором приняли участие фольклорные коллективы из Франции, Германии, Италии, Канады, Мексики, Нидерландов и др. Касандра организует танцевальную группу, имевшую столь шумный успех, что Р.Трухильо называет певицу доминиканским «посланником культуры». Затем следуют её гастроли во Франции, Швейцарии, Испании, США, Швеции, Аргентине.
В последние годы жизни К.Дамирон занимается организаторской и педагогической деятельностью, направленной на создание нового поколения талантливых молодых певцов и танцоров фольклорного направления. С 1984 года «Общество артистов Санто-Доминго» ежегодно присуждает специальную премию имени знаменитой певицы — Premio Casandra.

## Песни (избранное)
- Campanitas de cristal на музыку Рафаэля Эрнандеса Марина
- Eres todo en mi vida, слова Антонио Фернандеса, музыка Луиса Риверы
- Porque dudas музыка Луиса Риверы
- Llegaste a mí музыка Луиса Риверы
- Reina музыка Луиса Риверы
- Rosas para tí музыка Луиса Риверы
- Vida музыка Луиса Риверы
- Yo no sé музыка Луиса Риверы
- Para que hablemos de amor музыка Луиса Риверы
- La salve de monte adentro музыка Луиса Риверы
- Mi cielo музыка Луиса Риверы
- Ella музыка Луиса Риверы
- Noche tropical музыка Луиса Риверы
- Baile mi merengue музыка Луиса Риверы
- El merengue y la plena музыка Луиса Риверы